# Hankin Range
Hankin Range är ett berg i Kanada.   Det ligger i provinsen British Columbia, i den sydvästra delen av landet, 3 800 km väster om huvudstaden Ottawa. Toppen på Hankin Range är 1 412 meter över havet.
Terrängen runt Hankin Range är bergig söderut, men norrut är den kuperad.Trakten runt Hankin Range är nära nog obefolkad, med mindre än två invånare per kvadratkilometer..
I omgivningarna runt Hankin Range växer i huvudsak barrskog.